# Esgrima Balintawak

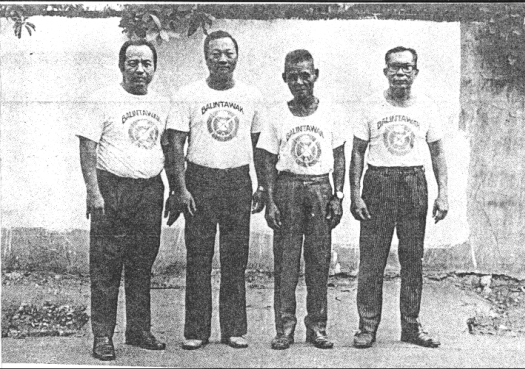
Miembros originales del Balintawak Club de izquierda a derecha: José Villasin, Johnny Chiuten, Venancio Bacon y Teofelo Vélez.

Esgrima Balintawak (en tagalo: Balintawak Eskrima o Balintawak Arnis) es un arte marcial filipino creado por el Gran Maestro Venancio "Anciong" Bacon en la década de 1950 para mejorar y preservar la naturaleza combativa del arnis, que sentía que estaba siendo diluida por otros estilos de artes marciales filipinas. Recibe su nombre de una pequeña calle en Cebú, donde fue fundado.
En 1932, se formó el Club Doce Pares, compuesto por eskrimadores de las familias Saavedra y Cañete. Este estaba encabezado por Lorenzo Saavedra. Venancio Bacon fue uno de los primeros miembros del Club Doce Pares y se convirtió en uno de sus mejores luchadores. Según una entrevista en Bladed Hand, un documental filipino sobre artes marciales filipinas, el Gran Maestro Ciriaco "Cacoy" Cañete dijo que Bacon estaba entre los mejores luchadores del Club Doce Pares, solo superado por "Doring" Saavedra.

## Historia

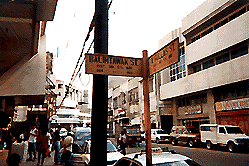
Balintawak Street sign en Colon Cebu City, Filipinas

En la década de 1950, junto con Delfin López Timoteo Maranga y otros, Bacon estableció un nuevo club, al que llamó Balintawak Street Self-Defense Club. El club recién formado comenzó a entrenar en el patio trasero de una relojería propiedad de Eduardo Baculi, uno de los estudiantes de Bacon, en la calle titular, una pequeña calle lateral en el área de Colon St. El primer presidente electo del club de autodefensa de Balintiwak en 1952 fue el abogado Eulalio Estrada "Jose" Causin, quien entrenaba con el Club Doce Pares y era boxeador.
Ted Buot fue el único estudiante del Gran Maestro Bacon que enseñaba en su club en la parte trasera de la relojería. Buot daba clases y Bacon aparecía y Buot le entregaba su bastón para que enseñara. Cuando Bacon terminaba, le devolvía el bastón a Buot y se iba.
Durante las décadas de 1950 y 1960, eskrimadors de varios grupos, principalmente Doce Pares y Balintawak, pusieron a prueba las habilidades de los demás en desafíos totales, a veces por acuerdo y a veces por emboscada, lo que a menudo resultaba en lesiones y, más raramente, en muertes. En una de esas emboscadas, Venancio Bacon fue sorprendido en la oscuridad mientras caminaba hacia su casa en Labangon y mató a su agresor rompiéndole la columna vertebral. Bacon fue juzgado y encarcelado, y el juez dictaminó que las habilidades de combate de Bacon podían considerarse un arma letal y debían utilizarse con moderación. Tras ser liberado bajo libertad condicional a mediados de la década de 1970, Bacon regresó a Cebú y Balintawak. No retomó el liderazgo, pero asistía regularmente a las sesiones de entrenamiento dirigidas por José Villasin y Teofilo Velez hasta su muerte unos años después. Según Buot, tanto Bacon como Buot siempre fueron bienvenidos en muchas de las casas de los miembros de Doce Pares.

## Desarrollo de las técnicas

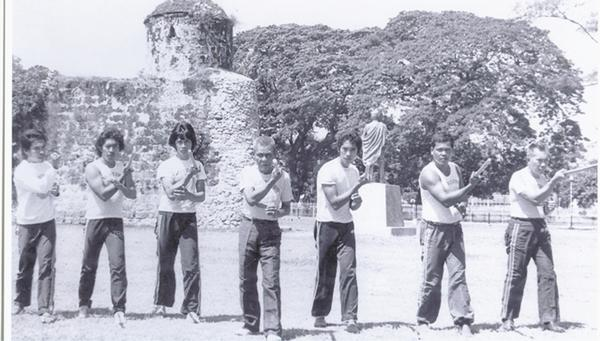
"Chito" Velez, "Meo" de la Rosa, "Nene" Gaabucayan, "Anciong" Bacon, Ray la Victoria, "Bobby" Taboada, Teofilo Velez en el Fuerte San Pedro, Ciudad de Cebú.

Bacon fue un pionero en el desarrollo de técnicas de bastón individual en el arte marcial de Balintawak. Junto con la colaboración de Villasin, se dedicó a perfeccionar y optimizar estas técnicas, basadas en el manejo de un solo bastón. Villasin, quien recibió la tutela de Bacon, desempeñó un papel crucial en la creación de los patrones fundamentales de golpes y defensa que hoy en día son ampliamente utilizados por los practicantes de Balintawak. Estos patrones se convierten en la base sobre la cual un estudiante puede desarrollar movimientos básicos, semiavanzados y avanzados en esta disciplina. Es importante destacar que ha habido debates en torno a la influencia de Velez en la introducción de los patrones a Villasin y su posterior compartición. Sin embargo, independientemente de estas discusiones, es indudable el valor de las contribuciones de Villasin dentro de su club y la línea de enseñanza que se ha transmitido a través de su instrucción. En la práctica de Balintawak, se enfatiza la demostración de todas las técnicas con potencia, control y una correcta mecánica corporal. Este enfoque garantiza que los golpes y movimientos sean efectivos y eficientes en situaciones reales. Además, se busca despertar en el practicante una profunda conexión con su cuerpo y una aguda conciencia de sus sentidos, lo que le permite moverse y reaccionar de manera fluida y natural.
La labor de Bacon y Villasin ha dejado un legado perdurable en el arte marcial filipino. Sus contribuciones en el desarrollo y la sistematización de las técnicas de bastón individual han influido en numerosas escuelas y han dejado una huella en disciplinas como el Modern Arnis y el Tat Kun Tao. Balintawak continúa siendo un testimonio de la riqueza y la efectividad de las artes marciales filipinas, proporcionando a sus practicantes una base sólida en el combate y una comprensión profunda de los fundamentos de la lucha callejera.
La línea de Buot enseña utilizando la misma metodología que Bacon enseñó originalmente. Esto no pretende ser una afirmación de ser mejor, es solo una declaración, ya que se podría argumentar fácilmente que el entrenamiento con patrones es un sistema mejor para llegar a más personas. Esto se menciona aquí como referencia histórica y para enumerar el entrenamiento minoritario mencionado anteriormente.
En Balintawak, el palo se utiliza solo para mejorar y entrenar al individuo en el combate a manos desnudas, y para lograr la perfección en el arte de la velocidad, el tiempo y los reflejos necesarios para adquirir una postura defensiva y fluidez en el movimiento. Su objetivo es aprovechar el movimiento natural del cuerpo y despertar los sentidos para moverse y reaccionar. Garantiza que el practicante experimente una revelación en los fundamentos de la lucha callejera. Doce golpes básicos: Templo izquierdo, templo derecho, costillas flotantes/riñón derecho, costillas flotantes/riñón izquierdo, ombligo, área genital, pecho izquierdo, rodilla izquierda, rodilla derecha, ojo derecho, ojo izquierdo, coronilla de la cabeza.

## Sistematización
Posteriormente, algunos de los sucesores de Bacon comenzaron a sistematizar el plan de estudios de Balintawak. Uno de ellos fue José Villasin, un instructor de autodefensa en la Universidad de Visayas, quien agrupó las técnicas en diversas categorías para que sus estudiantes pudieran dominar un conjunto de técnicas y luego pasar al siguiente conjunto de técnicas relacionadas. El sistema de agrupación fue tomado del método tradicional de enseñanza de Venancio "Anciong" Bacon. José Villasin también enseñaba el "Sistema Tradicional de Balintawak", el antiguo método del Sistema Balintawak, a algunos de sus estudiantes seleccionados. En este punto, surgieron varias escuelas distintas de Balintawak que enseñaban el "método de agrupación".
Mientras que personas como Villasin enseñaban utilizando el "método de agrupación", algunos de los estudiantes de Bacon y sus colaboradores continuaron enseñando en el método tradicional de instrucción aleatoria.

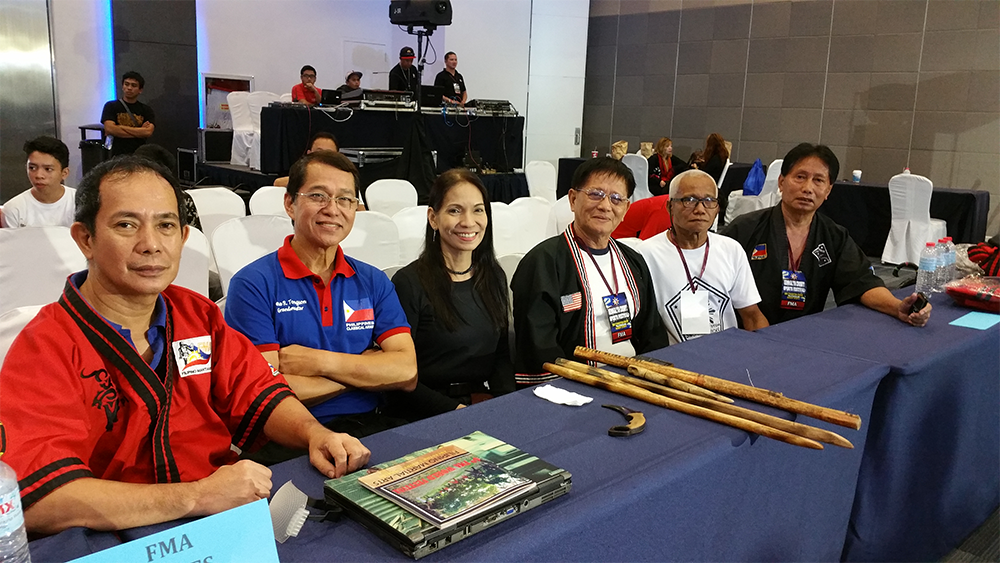
Grandes maestros sénior de Modern Arnis: GM Samuel Bambit Dulay, Rene Tongson, Jerry Dela Cruz, Rodel Dagooc, Pepito Robas y Peachie Baron Saguin de Kalis Ilustrisimo

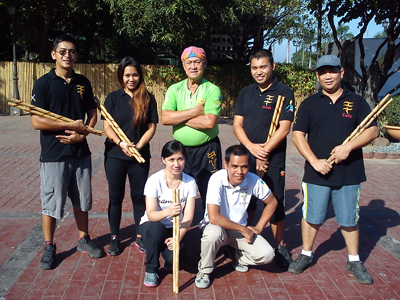
Vicente Sánchez fundador de Kali Arnis International con estudiantes

Hoy en día, existen varios grupos de Balintawak que enseñan diferentes versiones del sistema. La mayoría de los instructores utilizan el método de agrupación para enseñar las técnicas, mientras que otros continúan enseñando de la forma tradicional, como solía enseñar Bacon.

## Influencia
Los principios y conceptos de Balintawak, sin embargo, han encontrado su camino en muchas otras artes marciales filipinas. El más notable es el Modern Arnis, fundado por Remy Presas, quien estudió Balintawak bajo Arnulfo Mongcal, quien también lo presentó a Anciong Bacon. Tat Kun Tao fue creado por Joe Go, uno de los primeros estudiantes de Venancio Bacon. Esta es una forma desarmada de Balintawak con influencias de artes marciales chinas como Tai Chi y Boxeo de los Cinco Ancestros.